# Football Club Lausanne-Sport 2001-2002
Questa voce raccoglie le informazioni riguardanti il Football Club Lausanne-Sport nelle competizioni ufficiali della stagione 2001-2002.

## Stagione
Nella stagione 2001-2002 il Losanna, allenato da Radu Nunweiler, concluse il campionato di Lega Nazionale A al 11º posto. In Coppa Intertoto il Losanna fu eliminato in semifinale dal Basilea. Il Losanna concluse il torneo di promozione/relegazione al 2º posto e fu retrocesso in Lega Nazionale B.

## Rosa
| N. |                       | Ruolo | Calciatore           |
| -- | --------------------- | ----- | -------------------- |
| 30 | Francia (bandiera)    | P     | Lionel Charbonnier   |
| 1  | Italia (bandiera)     | P     | David Inguscio       |
| 18 | Svizzera (bandiera)   | P     | Pascal Zetzmann      |
| 20 | Svizzera (bandiera)   | D     | Jean-Philippe Karlen |
| 17 | Italia (bandiera)     | D     | Sébastien Meoli      |
| 2  | Portogallo (bandiera) | D     | Aurélio              |
| 4  | Svizzera (bandiera)   | D     | Rémo Meyer           |
| 33 | Svizzera (bandiera)   | D     | Oliver Portmann      |
| 6  | Spagna (bandiera)     | D     | Ricardo Iglesias     |
| 24 | Svizzera (bandiera)   | D     | Christophe Simon     |
| 13 | Svizzera (bandiera)   | C     | Naim Aalai           |
| 23 | Svizzera (bandiera)   | C     | Stephane Gobet       |
| 11 | Francia (bandiera)    | C     | Cédric Horjak        |
| 10 | Brasile (bandiera)    | C     | Isaïas               |
| 15 | Ucraina (bandiera)    | C     | Evgenij Lucenko      |
| 3  | Svizzera (bandiera)   | C     | Benjamin Malnati     |

| N. |                       | Ruolo | Calciatore            |
| -- | --------------------- | ----- | --------------------- |
| 29 | Svizzera (bandiera)   | C     | David Marazzi         |
| 21 | Svizzera (bandiera)   | C     | Sacha Margairaz       |
| 14 | Svizzera (bandiera)   | C     | Xavier Margairaz      |
| 26 | Brasile (bandiera)    | C     | Shizo                 |
| 27 | Svizzera (bandiera)   | C     | Marc Studer           |
| 28 | Spagna (bandiera)     | C     | David Ures            |
| 22 | Portogallo (bandiera) | C     | Vagner Gomes          |
| 33 | Ghana (bandiera)      | C     | Charles Wittl         |
| 8  | Francia (bandiera)    | C     | Sebahattin Yoksuzoglu |
| 19 | Svizzera (bandiera)   | C     | Sébastien Zambaz      |
| 9  | Francia (bandiera)    | A     | Loïc Chaveriat        |
| 16 | Svizzera (bandiera)   | A     | Giorgio Contini       |
| 36 | Brasile (bandiera)    | A     | Leandro               |
| 7  | Camerun (bandiera)    | A     | Jean-Michel Tchouga   |
| 25 | Slovenia (bandiera)   | A     | Sašo Udovič           |

## Organigramma societario
Area tecnica
- Allenatore: Umberto Barberis, Radu Nunweiler
- Allenatore in seconda:
- Preparatore dei portieri:
- Preparatori atletici:

## Calciomercato

### Sessione estiva
| Acquisti | Acquisti | Acquisti | Acquisti |
| R.       | Nome     | da       | Modalità |
| -------- | -------- | -------- | -------- |

| Cessioni | Cessioni | Cessioni | Cessioni |
| R.       | Nome     | a        | Modalità |
| -------- | -------- | -------- | -------- |

### Sessione invernale
| Acquisti | Acquisti | Acquisti | Acquisti |
| R.       | Nome     | da       | Modalità |
| -------- | -------- | -------- | -------- |

| Cessioni | Cessioni | Cessioni | Cessioni |
| R.       | Nome     | a        | Modalità |
| -------- | -------- | -------- | -------- |

## Risultati

### Lega Nazionale A

#### andata
| Arbitro: | Schluchter |

|                                   |           |  |
| Jefferson 6’ Müller 45’ Jenny 54’ | Marcatori |  |

| Arbitro: | Circhetta |

|                       |           |                                    |
| Kuźba 81’ (rig.), 90’ | Marcatori | 8’ Sermeter 34’ Berisha 60’ Fryand |

| Arbitro: | Beck |

|           |           |                  |
| Meyer 50’ | Marcatori | 14’ Kavelashvili |

| Arbitro: | Wildhaber |

|                                           |           |               |
| Giménez 3’ Yakın 29’ Margairaz 66’ (aut.) | Marcatori | 42’ Chaveriat |

| Arbitro: | Petignat |

|              |           |              |
| Lombardo 27’ | Marcatori | 81’ Baubonne |

| Arbitro: | Schoch |

|                         |           |           |
| Bastida 40’ (rig.), 53’ | Marcatori | 57’ Thiaw |

| Arbitro: | Rogalla |

|  |           |                           |
|  | Marcatori | 7’ Page 31’ Gil 39’ Gygax |

| Arbitro: | Sowa |

|                  |           |               |
| Núñez 90’ (rig.) | Marcatori | 5’, 30’ Thiaw |

| Arbitro: | Bertolini |

|                               |           |                           |
| Udovič 9’ Thiaw 44’ Simon 74’ | Marcatori | 60’ Varela 81’ Türkyılmaz |

| Arbitro: | Salm |

|                   |           |  |
| Poueys 90’ (rig.) | Marcatori |  |

| Arbitro: | Busacca |

|  |           |                                     |
|  | Marcatori | 8’ Comisetti 43’ Obradović 45’ Frei |

#### ritorno
| Arbitro: | Schmid |

|                      |           |                      |
| Zellweger 36’ (aut.) | Marcatori | 62’ (rig.) Jefferson |

| Arbitro: | Schoch |

|                                                                               |           |  |
| Descloux 6’ Berisha 12’ Gobet 49’ (aut.) Petrosyan 66’, 77’ Sermeter 71’, 90’ | Marcatori |  |

| Arbitro: | Circhetta |

|                  |           |  |
| Kavelashvili 68’ | Marcatori |  |

| Arbitro: | Bertolini |

|                         |           |                                              |
| Chaveriat 10’ Simon 21’ | Marcatori | 9’ (rig.) Kreuzer 31’, 47’ Giménez 34’ Yakın |

| Arbitro: | Schoch |

|                              |           |               |
| Simo 64’ (rig.) Arifović 76’ | Marcatori | 90’ Chaveriat |

| Arbitro: | Meier |

|               |           |                       |
| Chaveriat 31’ | Marcatori | 61’ Gaspoz 90’ Magnin |

| Arbitro: | Nobs |

|                 |           |  |
| Tarone 30’, 63’ | Marcatori |  |

| Arbitro: | Bertolini |

|                             |           |                                             |
| Simon 5’ Leandro 87’ (rig.) | Marcatori | 4’ Cabanas 15’ Benjani 61’ Núñez 90’ Petrić |

| Arbitro: | Schoch |

|            |           |                                  |
| Varela 15’ | Marcatori | 37’ Wittl 40’ Leandro 87’ Isaïas |

| Arbitro: | Circhetta |

|                          |           |              |
| Leandro 4’ Chaveriat 31’ | Marcatori | 25’ Djurisic |

| Arbitro: | Schluchter |

|          |           |              |
| Frei 45’ | Marcatori | 7’ Chaveriat |

### Torneo di promozione/relegazione

#### andata
| Arbitro: | Rogalla |

|                                     |           |  |
| Bui 54’ Vernier 63’, 79’ Koudou 67’ | Marcatori |  |

| Arbitro: | Rutz |

|             |           |                 |
| Lucenko 45’ | Marcatori | 86’ (rig.) Simo |

| Arbitro: | Busacca |

|           |           |                                |
| Arrué 41’ | Marcatori | 24’ Chaveriat 70’ (aut.) Maric |

| Arbitro: | Petignat |

|                                                      |           |            |
| Chaveriat 45’ (rig.) Meyer 51’ Tchouga 69’ Wittl 75’ | Marcatori | 30’ Ciullo |

| Arbitro: | Bertolini |

|                        |           |  |
| Aziawonou 49’ Rama 63’ | Marcatori |  |

| Arbitro: | Schoch |

|                           |           |  |
| Tchouga 52’ Chaveriat 73’ | Marcatori |  |

| Arbitro: | Schmid |

|  |           |                             |
|  | Marcatori | 15’, 72’ Leandro 86’ Zambaz |

#### ritorno
| Arbitro: | Nobs |

|  |           |            |
|  | Marcatori | 39’ Tarone |

| Wil 14 aprile 2002, ore 14:30 CEST 9ª giornata | Wil     | 0 – 0 referto | Losanna | Stadion Bergholz (950 spett.)\| Arbitro: \| Busacca \| |
| Arbitro:                                       | Busacca |               |         |                                                        |

| Arbitro: | Petignat |

|                    |           |  |
| Leandro 81’ (rig.) | Marcatori |  |

| Arbitro: | Rutz |

|            |           |                                            |
| Maslov 50’ | Marcatori | 24’, 77’ Leandro 69’ Margairaz 90’ Aurélio |

| Arbitro: | Rogalla |

|                    |           |  |
| Leandro 61’ (rig.) | Marcatori |  |

| Arbitro: | Circhetta |

|         |           |  |
| Rey 78’ | Marcatori |  |

| Arbitro: | Schmid |

|                             |           |                          |
| Zambaz 67’, 84’ Marazzi 82’ | Marcatori | 18’, 71’ (rig.) Di Zenzo |

### Coppa Intertoto
| Arbitro: | Antonov |

|             |           |                                   |
| Jiménez 40’ | Marcatori | 5’ Chaveriat 9’ Simon 87’ Lucenko |

| Arbitro: | Levi |

|                                                              |           |  |
| Masudi 24’ Kuźba 45’ Chaveriat 60’, 66’ Thiaw 61’ Isaïas 81’ | Marcatori |  |

| Arbitro: | Kaldma |

|  |           |            |
|  | Marcatori | 64’ Masudi |

| Arbitro: | Chykun |

|                                 |           |                                          |
| Masudi 34’ Isaïas 61’ Kuźba 69’ | Marcatori | 40’ (rig.) Vastić 77’ Haas 86’ Feldhofer |

| Arbitro: | Duhamel |

|              |           |               |
| Beršnjak 68’ | Marcatori | 78’ Margairaz |

| Losanna 21 luglio 2001, ore 19:30 CEST Terzo turno - ritorno | Losanna  | 0 – 0 referto | Publikum Celje | Stade Olympique de la Pontaise (1 450 spett.)\| Arbitro: \| Allaerts \| |
| Arbitro:                                                     | Allaerts |               |                |                                                                         |

| Arbitro: | Bede |

|                            |           |  |
| Giménez 18’, 21’ Yakın 45’ | Marcatori |  |

| Arbitro: | Melnichuk |

|               |           |                    |
| Thiaw 8’, 45’ | Marcatori | 18’ Tum 62’ Varela |

## Statistiche

### Statistiche di squadra
| Competizione                     | Punti | In casa | In casa | In casa | In casa | In casa | In casa | In trasferta | In trasferta | In trasferta | In trasferta | In trasferta | In trasferta | Totale | Totale | Totale | Totale | Totale | Totale | DR  |
| Competizione                     | Punti | G       | V       | N       | P       | Gf      | Gs      | G            | V            | N            | P            | Gf           | Gs           | G      | V      | N      | P      | Gf     | Gs     | DR  |
| -------------------------------- | ----- | ------- | ------- | ------- | ------- | ------- | ------- | ------------ | ------------ | ------------ | ------------ | ------------ | ------------ | ------ | ------ | ------ | ------ | ------ | ------ | --- |
| Lega Nazionale A                 | 16    | 11      | 2       | 3       | 6       | 15      | 25      | 11           | 2            | 1            | 8            | 9            | 24           | 22     | 4      | 4      | 14     | 24     | 49     | -25 |
| Torneo di promozione/relegazione | -     | 7       | 5       | 1       | 1       | 12      | 5       | 7            | 3            | 1            | 3            | 9            | 9            | 14     | 8      | 2      | 4      | 21     | 14     | +7  |
| Coppa Intertoto                  | -     | 4       | 1       | 3       | 0       | 11      | 5       | 4            | 2            | 1            | 1            | 5            | 5            | 8      | 3      | 4      | 1      | 16     | 10     | +6  |
| Totale                           | 16    | 21      | 7       | 7       | 7       | 32      | 35      | 20           | 5            | 3            | 12           | 19           | 37           | 44     | 15     | 10     | 19     | 61     | 73     | -12 |

### Andamento in campionato
| Giornata  | 1  | 2  | 3  | 4  | 5  | 6  | 7  | 8  | 9  | 10 | 11 | 12 | 13 | 14 | 15 | 16 | 17 | 18 | 19 | 20 | 21 | 22 |
| --------- | -- | -- | -- | -- | -- | -- | -- | -- | -- | -- | -- | -- | -- | -- | -- | -- | -- | -- | -- | -- | -- | -- |
| Luogo     | T  | C  | C  | T  | C  | T  | C  | T  | C  | T  | C  | C  | T  | T  | C  | T  | C  | T  | C  | T  | C  | T  |
| Risultato | P  | P  | N  | P  | N  | P  | P  | V  | V  | P  | P  | N  | P  | P  | P  | P  | P  | P  | P  | V  | V  | N  |
| Posizione | 11 | 11 | 12 | 11 | 11 | 11 | 11 | 11 | 11 | 11 | 11 | 11 | 11 | 11 | 12 | 12 | 12 | 12 | 12 | 11 | 11 | 11 |

Legenda:

Luogo: C = Casa; T = Trasferta. Risultato: V = Vittoria; N = Pareggio; P = Sconfitta.

### Statistiche dei giocatori
| Giocatore      | Lega Nazionale A | Lega Nazionale A | Lega Nazionale A | Lega Nazionale A | Coppa Intertoto | Coppa Intertoto | Coppa Intertoto | Coppa Intertoto | Totale   | Totale | Totale      | Totale     |
| Giocatore      | Presenze         | Reti             | Ammonizioni      | Espulsioni       | Presenze        | Reti            | Ammonizioni     | Espulsioni      | Presenze | Reti   | Ammonizioni | Espulsioni |
| -------------- | ---------------- | ---------------- | ---------------- | ---------------- | --------------- | --------------- | --------------- | --------------- | -------- | ------ | ----------- | ---------- |
| N. Aalai       | 0                | 0                | 0                | 0                | 1               | 0               | 0               | 0               | 1        | 0      | 0           | 0          |
| A. Aurélio     | 1                | 0                | 0                | 0                | 1               | 0               | 0               | 0               | 2        | 0      | 0           | 0          |
| L. Charbonnier | 0                | 0                | 0                | 0                | 0               | 0               | 0               | 0               | 0        | 0      | 0           | 0          |
| L. Chaveriat   | 16               | 6                | 1                | 1                | 8               | 3               | 0               | 0               | 24       | 9      | 1           | 1          |
| G. Contini     | 10               | 0                | 0                | 0                | 0               | 0               | 0               | 0               | 10       | 0      | 0           | 0          |
| S. Gobet       | 16               | 0                | 3                | 0                | 7               | 0               | 1               | 0               | 23       | 0      | 4           | 0          |
| V. Gomes       | 13               | 0                | 0                | 0                | 7               | 0               | 0               | 0               | 20       | 0      | 0           | 0          |
| C. Horjak      | 4                | 0                | 1                | 0                | 5               | 0               | 0               | 0               | 9        | 0      | 1           | 0          |
| R. Iglesias    | 4                | 0                | 2                | 0                | 0               | 0               | 0               | 0               | 4        | 0      | 2           | 0          |
| D. Inguscio    | 12               | 0                | 0                | 0                | 3               | 0               | 0               | 0               | 15       | 0      | 0           | 0          |
| I. Isaïas      | 17               | 1                | 3                | 0                | 5               | 2               | 1               | 1               | 22       | 3      | 4           | 1          |
| J. Karlen      | 17               | 0                | 4                | 0                | 0               | 0               | 0               | 0               | 17       | 0      | 4           | 0          |
| M. Kuźba       | 3                | 2                | 1                | 0                | 6               | 2               | 0               | 0               | 9        | 4      | 1           | 0          |
| L. Leandro     | 4                | 3                | 1                | 0                | 0               | 0               | 0               | 0               | 4        | 3      | 1           | 0          |
| M. Lombardo    | 18               | 1                | 4                | 1                | 3               | 0               | 1               | 0               | 21       | 1      | 5           | 1          |
| E. Lucenko     | 17               | 0                | 6                | 1                | 4               | 1               | 0               | 0               | 21       | 1      | 6           | 1          |
| B. Malnati     | 1                | 0                | 0                | 0                | 4               | 0               | 0               | 0               | 5        | 0      | 0           | 0          |
| D. Marazzi     | 0                | 0                | 0                | 0                | 0               | 0               | 0               | 0               | 0        | 0      | 0           | 0          |
| S. Margairaz   | 6                | 0                | 1                | 0                | 3               | 0               | 1               | 0               | 9        | 0      | 2           | 0          |
| X. Margairaz   | 18               | 0                | 2                | 0                | 4               | 1               | 1               | 0               | 22       | 1      | 3           | 0          |
| A. Masudi      | 3                | 0                | 1                | 0                | 7               | 3               | 2               | 0               | 10       | 3      | 3           | 0          |
| S. Meoli       | 17               | 0                | 2                | 1                | 6               | 0               | 1               | 0               | 23       | 0      | 3           | 1          |
| R. Meyer       | 16               | 1                | 3                | 0                | 7               | 0               | 1               | 0               | 23       | 1      | 4           | 0          |
| O. Portmann    | 1                | 0                | 0                | 0                | 1               | 0               | 0               | 0               | 2        | 0      | 0           | 0          |
| D. Puce        | 6                | 0                | 3                | 0                | 3               | 0               | 1               | 0               | 9        | 0      | 4           | 0          |
| S. Shizo       | 0                | 0                | 0                | 0                | 0               | 0               | 0               | 0               | 0        | 0      | 0           | 0          |
| C. Simon       | 18               | 3                | 0                | 0                | 6               | 1               | 0               | 0               | 24       | 4      | 0           | 0          |
| M. Studer      | 1                | 0                | 0                | 0                | 0               | 0               | 0               | 0               | 1        | 0      | 0           | 0          |
| J. Tchouga     | 14               | 2                | 0                | 0                | 0               | 0               | 0               | 0               | 14       | 2      | 0           | 0          |
| P. Thiaw       | 8                | 4                | 1                | 1                | 4               | 3               | 0               | 1               | 12       | 7      | 1           | 2          |
| S. Udovič      | 10               | 1                | 1                | 0                | 0               | 0               | 0               | 0               | 10       | 1      | 1           | 0          |
| D. Ures        | 0                | 0                | 0                | 0                | 0               | 0               | 0               | 0               | 0        | 0      | 0           | 0          |
| C. Wittl       | 15               | 1                | 2                | 0                | 0               | 0               | 0               | 0               | 15       | 1      | 2           | 0          |
| S. Yoksuzoglu  | 12               | 0                | 1                | 0                | 5               | 0               | 1               | 0               | 17       | 0      | 2           | 0          |
| S. Zambaz      | 17               | 0                | 4                | 1                | 7               | 0               | 0               | 0               | 24       | 0      | 4           | 1          |
| P. Zetzmann    | 10               | 0                | 0                | 0                | 5               | 0               | 0               | 0               | 15       | 0      | 0           | 0          |